# Rances, Vaud
Rances är en ort och kommun i distriktet Jura-Nord vaudois i kantonen Vaud, Schweiz. Kommunen har 525 invånare (2023).